# Bezirk Radymno
Bezirk Radymno – dawny powiat (Bezirk) kraju koronnego Królestwo Galicji i Lodomerii, funkcjonujący w latach 1854–1867. Siedzibą starostwa było miasteczko Radymno.

## Historia
Bezirk Radymno utworzono w ramach reformy uwłaszczeniowej z okresu Wiosny Ludów (1848–1849), która likwidowała jurysdykcję właściciela ziemskiego nad poddanymi. W Galicji, dominium – jako podstawowa jednostka administracyjna i filar systemu feudalnego straciło rację bytu. Konieczne stało się zatem wprowadzenie nowego systemu administracyjnego, którego zręby powstały w latach 1851–1855. Nowy trójstopniowy podział administracyjny objął 21 cyrkułów (niem. Kreise), 179 małych powiatów (niem. Bezirke) i ponad 6000 gmin (niem. Gemeinde). 
Bezirk Sieniawa objął obszar o wielkości 6,2 mil², zamieszkany był przez 26.551 ludzi i podzielony na 41 gmin katastralnych, w tym jedno miasteczko (Radymno). Wszedł w skład cyrkułu przemyskiego, jako jeden z jego dziewięciu powiatów. Powiat posiadał eksklawę na obszarze Bezirk Lubaczów w cyrkule żółkiewskim, którą stanowiła Nowa Grobla.
Podczas 73. posiedzenia Sejmu Krajowego we Lwowie 20 kwietnia 1866 poseł Felicjan Laskowski przedłożył wniosek odnośnie do  nowego podziału obwodu przemyskiego – zgodnie z projektem rządowym – na trzy powiaty z siedzibami w: Przemyślu, Jarosławiu i Mościskach. Podział ten sejm przyjął jednogłośnie. Tym samym los powiatu radymniańskiego został przesądzony. 12 sierpnia 1866 cesarz Austrii Franciszek Józef I zatwierdził ustawę uchwaloną przez Sejm Krajowy. Po nadaniu Galicji autonomii oraz powołaniu samorządu gminnego i powiatowego w 1865 zlikwidowano cyrkuły (Kreise). Dotychczasowe małe powiaty (Bezirke) w liczbie 179, utrzymały się do 1867 roku, kiedy to w następstwie kolejnej reformy administracyjnej (23 stycznia 1867) zostały zastąpione przez 74 większych powiatów. Obszar zniesionego Bezirk Radymno wszedł wtedy w skład nowych powiatów jarosławskiego i przemyskiego (vide podział w tabeli poniżej). 1 sierpnia 1878 częściowo zmieniono granice tych powiatów. 15 czerwca 1934 gminę Nowa Grobla przeniesiono z powiatu jarosławskiego do powiatu lubaczowskiego, eliminując w ten sposób enklawę, która istniała już za czasów Bezirk Radymno.
Po likwidacji powiatu utrzymywały się jeszcze niektóre urzędy, np. sąd powiatowy w Radymnie, obsługujący 32 gminy i 29 obszarów dworskich, z których podatek bezpośredni w 1910 wynosił 109 722 korony.

## Naczelnicy powiatu
- Herrmann Nitribitt (1856–1857)
- Tytus Lewandowski (1858–1866)

## Podział administracyjny (1854)
| Lp. | Gmina jednostkowa     | Powierzchnia | Ludność | Powiat w 1867 po zniesieniu |
| --- | --------------------- | ------------ | ------- | --------------------------- |
| 1   | Radymno (m)           | 592          | 1309    | jarosławski                 |
| 2   | Ciemierzowice         | 1745         | 116     | przemyski                   |
| 3   | Dmytrowice            | 842          | 324     | przemyski                   |
| 4   | Dobkowice             | 1136         | 231     | jarosławski                 |
| 5   | Drohojów              | 1272         | 536     | przemyski                   |
| 6   | Duńkowice             | 1771         | 643     | jarosławski                 |
| 7   | Michałówka            | 324          | 287     | jarosławski                 |
| 8   | Hnatkowice            | 1093         | 352     | przemyski                   |
| 9   | Kaszyce               | 1016         | 381     | przemyski                   |
| 10  | Łazy z Moszczanami    | 1536         | 1014    | jarosławski                 |
| 11  | Lutków Lewicki        | 42           | 212     | jarosławski                 |
| 12  | Małkowice             | 1386         | 582     | przemyski                   |
| 13  | Nakło                 | 1096         | 492     | przemyski                   |
| 14  | Ostrów                | 2507         | 1390    | jarosławski                 |
| 15  | Skołoszów             | 3090         | 1609    | jarosławski                 |
| 16  | Stubienko             | 1026         | 520     | przemyski                   |
| 17  | Stubno                | 2638         | 757     | przemyski                   |
| 18  | Barycz                | 303          | 307     | przemyski                   |
| 19  | Dusowce z Chałupkami  | 1070         | 734     | przemyski                   |
| 20  | Grabowiec             | 254          | 287     | przemyski                   |
| 21  | Nienowice             | 1662         | 1087    | jarosławski                 |
| 22  | Skład Solny           | 333          | 351     | przemyski                   |
| 23  | Sośnica               | 3564         | 1755    | przemyski                   |
| 24  | Święte                | 1473         | 699     | przemyski                   |
| 25  | Zadąbrowie            | 304          | 158     | przemyski                   |
| 26  | Trójczyce             | 1103         | 388     | przemyski                   |
| 27  | Tapin                 | 604          | 312     | przemyski                   |
| 28  | Bobrówka              | 1742         | 413     | jarosławski                 |
| 29  | Czerniawka            | –            | –       | jarosławski                 |
| 30  | Korzenica z Zagrodami | 3619         | 830     | jarosławski                 |
| 31  | Laszki z Charatynami  | 5968         | 2271    | jarosławski                 |
| 32  | Miękisz Stary         | 1442         | 534     | jarosławski                 |
| 33  | Miękisz Nowy          | 5784         | 1304    | jarosławski                 |
| 34  | Nowa Grobla           | 5784         | 1304    | jarosławski                 |
| 35  | Tuchla                | 1270         | 422     | jarosławski                 |
| 36  | Wietlin z Dresyną     | 1968         | 1533    | jarosławski                 |
| 37  | Wysocko               | 1619         | 765     | jarosławski                 |
| 38  | Zaleska Wola          | 2203         | 840     | jarosławski                 |
| 39  | Zabłotce              | 623          | 297     | jarosławski                 |
| 40  | Zamiechów             | 1135         | 379     | jarosławski                 |
| 41  | Zamojsce              | 338          | 112     | jarosławski                 |

Objaśnienie:
(M) = miasto; (m) = miasteczko